# Untersteinbach an der Haide
Untersteinbach an der Haide (fränkisch: Undaschdahnba) ist ein Gemeindeteil der Kreisstadt Roth im Landkreis Roth (Mittelfranken, Bayern). Untersteinbach liegt in der Gemarkung Belmbrach.

## Geographische Lage
Durch das Dorf fließt der Steinbach, ein rechter Zufluss der Rednitz. Im Südwesten grenzt das Flurgebiet Mühläcker an, im Südosten das Flurgebiet Elm und im Norden das Waldgebiet Brunnfeld. Gemeindeverbindungsstraßen führen zu einer Anschlussstelle der Bundesstraße 2 (1,2 km nördlich), zur Kreisstraße RH 6 (1,4 km westlich), nach Obersteinbach an der Haide (0,8 km östlich) und nach Wernsbach (3,2 km südlich).

## Geschichte
Aus einer auf ca. 1190 zu datierenden Lehenurkunde des Bamberger Domkapitels, die das Amt Roth beschreibt, geht hervor, dass Untersteinbach im Gebiet dieses Amtes gelegen haben muss. 1345 wurde der Ort als „Niderstainbach“ erstmals urkundlich erwähnt. Laut dem Urbar für das burggräfliche Amt Roth, das ca. 1380 aufgestellt wurde, hatte das Amt einen Anspruch auf 4 Huben, 2 Lehen und 1 Gereut. Im Urbar des markgräflichen Amtes Roth von 1434 waren 6 Güter, 4 Reutäcker und 2 Reutwiesen verzeichnet. 1562 starben 33 Menschen an der Pest. 1673 fiel der Ort einem Brand zum Opfer. Gemäß den Vetter’schen Oberamtsbeschreibungen von 1732 gab es in Untersteinbach 8 Anwesen (6 Höfe und 2 Gütlein), die alle das Kastenamt Roth als Grundherrn hatten.
Gegen Ende des 18. Jahrhunderts gab es in Untersteinbach 11 Anwesen (3 Ganzhöfe, 6 Halbhöfe, 1 Gut mit Zapfenwirtschaft, 1 Gütlein) und ein Gemeindehirtenhaus. Das Hochgericht übte das brandenburg-ansbachische Oberamt Roth aus. Die Dorf- und Gemeindeherrschaft sowie die Grundherrschaft über alle Anwesen hatte das Kastenamt Roth. 1802 gab es im Ort 14 Anwesen.
Von 1797 bis 1808 unterstand der Ort dem Justiz- und Kammeramt Roth. Im Rahmen des Gemeindeedikts wurde Untersteinbach dem 1808 gebildeten Steuerdistrikt Belmbrach und der 1811 gegründeten Ruralgemeinde Belmbrach zugeordnet. Am 1. Juli 1971 wurde der Ort im Zuge der Gebietsreform in Bayern nach Roth eingegliedert.

### Baudenkmäler
In Untersteinbach gibt es fünf Baudenkmäler:
- Kreuzstein
- Bernloher Weg 5: Bauernhof
- Hopfenstr. 1: erdgeschossiges Bauernhaus
- Hopfenstr. 3: Bauernhaus
- Wallesauer Str. 3: dazugehöriger Backofen

### Einwohnerentwicklung
| Jahr      | 001818 | 001840 | 001861 | 001871 | 001885 | 001900 | 001925 | 001950 | 001961 | 001970 | 001987 | 002014 | 002018 |
| Einwohner | 128    | 77     | 90     | 95     | 75     | 86     | 79     | 129    | 106    | 80     | 117    | 105    | 101    |
| Häuser    | 16     | 16     |        |        | 16     | 17     | 17     | 21     | 23     |        | 33     |        |        |
| Quelle    | [ 16 ] | [ 17 ] | [ 18 ] | [ 19 ] | [ 20 ] | [ 21 ] | [ 22 ] | [ 23 ] | [ 24 ] | [ 25 ] | [ 26 ] |        | [ 1 ]  |

## Religion
Untersteinbach ist seit der Reformation evangelisch-lutherisch geprägt und bis heute nach Zu unserer lieben Frau (Roth) gepfarrt. Die Katholiken sind nach Maria Aufnahme in den Himmel (Roth) gepfarrt.